# Mesure de l'azote dans l'eau
La mesure de l'azote dans l'eau comprend les différentes techniques utilisées pour mesurer la quantité d'azote dans un échantillon aqueux. L'azote existant sous différentes formes (nitrites, nitrates, ammoniac, azote organique..), toutes les méthodes de mesure ne permettent pas de mesurer la totalité de l'azote présent dans l'échantillon.
Les mesures d'azote sont essentielles pour lutter contre la pollution azotée générée par l'agriculture, les eaux usées domestiques et les industries.
Les effluents à l'origine de pollutions azotées pouvant être relativement hétérogènes et leur composition présentant une variabilité temporaire, le prélèvement, transport, conservation de l'échantillon doivent être fait de manière à garantir une représentativité de l'échantillon devant être analysé.

## Les différentes formes d'azote
| Azote global /azote total   |                              |                                   |                             |                                                    |
|                             |                              | Azote Kjeldahl                    |                             |                                                    |
|                             | Azote total                  |                                   |                             |                                                    |
| Azote inorganique           | Azote inorganique            | Azote inorganique                 | Azote organique             | Azote organique                                    |
| Azote oxydé                 | Azote oxydé                  | Azote ammoniacal                  | Azote organique             | Azote organique                                    |
| Azote nitreux/nitrites NO2- | Azote nitrique/nitrates NO3- | Formes ammonium/ammoniac NH4+/NH3 | Azote uréique/urée CO(NH2)2 | Autre azote organique (acides aminés et protéines) |

## Mesure de l'azote global (ou azote total)
Ce paramètre d'azote, qui comprend les nitrates, les nitrites, l’azote ammoniacal et l’azote lié à la matière organique, est appelé azote total au Canada et azote global en France (code SANDRE 1551), où l'azote total désigne une autre valeur (somme du NH4 du NO3 et du N uréique, code SANDRE 6018).
La mesure de l'azote global peut être réalisé au moyen d'une oxydation de l'azote combinée à une digestion UV (cela permet de libérer l’azote lié à la matière organique, et d'oxyder l'azote contenu dans l'échantillon en nitrates). Les ions nitrates sont ensuite réduits en nitrites, qui vont eux-mêmes réagir avec du sulfanilamide puis du dihydrochlorure de N-(1-naphthyl)-éthylènediamine et former un composé rosé. La quantité d'azote peut alors être déterminée par spectrophotométrie.
Le dosage de l'azote total après digestion UV par analyse en flux (CFA et FIA) et détection spectrométrique est décrit dans la norme ISO 29441:2010.

## Azote Kjeldahl
Ce dosage permet de mesurer la somme des azotes organiques et de l’azote ammoniacal (NH3/NH4+), l'azote organique étant minéralisé en sulfate d'ammonium à l'aide d'acide sulfurique puis alcanisé sous forme d'ammoniac. Cette méthode ne permet pas de doser quantitativement toutes les formes d'azote organique. 
En France, son code SANDRE est le 1319, et sa détermination est encadrée par la norme NF EN 25663.

## Méthode par minéralisation oxydante au peroxodisulfate
La méthode par minéralisation oxydante au peroxodisulfate permet de doser l'ammoniac libre, ammonium, nitrate, nitrite et les composés organiques azotés capables de se transformer en NO3-. La méthode ne permet pas de doser l'azote dissous. Elle est applicable à l'analyse de l'eau douce naturelle, de l'eau de mer, de l'eau potable, des eaux de surface et des eaux usées traitées. Elle est applicable à l'analyse des effluents industriels sous certains conditions : si la teneur en matières organiques est inférieure à 40 mg.l si exprimée en carbone organique total (COT), ou 120 mg/l si mesurée par la demande chimique en oxygène (DCO).

## Méthodes de mesure de l'ammonium
L'ammonium correspond à l'azote sous la forme du cation NH4+. En France, le code SANDRE de cette substance est 1335. Dans une solution d'azote ammoniacal, l’ammonium NH4+ et l’ammoniac NH3 sont en équilibre acido-basique l'un avec l'autre. En connaissant le pH de la solution et en dosant la quantité d'ions ammonium NH4+, on peut également déterminer la quantité d'ammoniac NH3. 

### Analyse en flux et détection spectrométrique
Cette méthode est encadrée par la norme NF EN ISO 11732.

### Chromatographie ionique
Cette méthode est encadrée par la norme NF EN ISO 14911.

### Spectrophotométrie
Cette méthode consiste à faire réagir les ions ammonium avec une solution de chlore et de phénol. Cette réaction va permettre d'obtenir du bleu d’indophénol. L'intensité de cette couleur étant proportionnelle à la concentration en ammonium, celle-ci peut être déterminée par spectrophotométrie, généralement à la longueur d'onde 630 nm. Cette méthode n'est pas applicable en cas d'eaux troubles ou colorées, ni en présence de sulfures en concentration supérieure à 2 mg.L. Elle est encadrée par la norme NF T 90-015-2. 

### Titrimétrie
Cette méthode est notamment utilisée quand la concentration en sulfures et trop important pour permettre la méthode spectrophotométrique. Elle est encadrée par la norme NF T 90-015-1.

## Intérêt de la mesure
Une quantité d'azote trop importante dans l'eau peut avoir des conséquences négatives sur la santé humaine (toxicité des nitrates) ou l'environnement (eutrophisation).